# Rhaphuma grisescens
Rhaphuma grisescens är en skalbaggsart som beskrevs av Maurice Pic 1929. Rhaphuma grisescens ingår i släktet Rhaphuma och familjen långhorningar. Inga underarter finns listade i Catalogue of Life.